# Germán Vargas Lleras

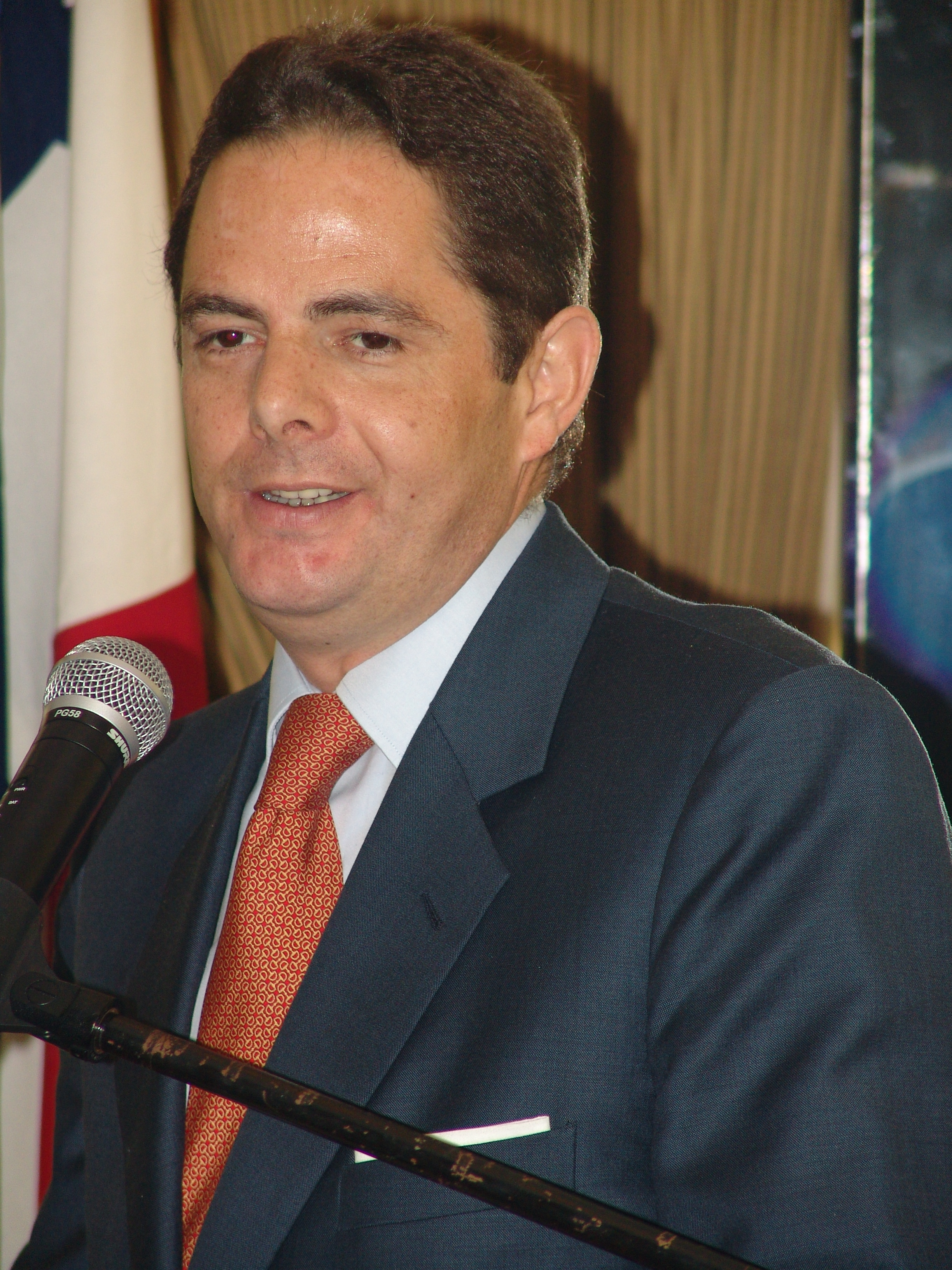
Germán Vargas Lleras (2004)

Germán Vargas Lleras (* 19. Februar 1962 in Bogotá) ist ein kolumbianischer Rechtsanwalt und Politiker. Er diente mehreren Regierungen seines Landes als Innen-, Justiz- und Wohnungsbauminister sowie als Vizepräsident Kolumbiens (2014–2017) in der Regierung Juan Manuel Santos.

## Biografie

### Ausbildung
Germán Vargas Lleras ist der Enkel des ehemaligen Präsidenten Carlos Lleras Restrepo. Nachdem Vargas Lleras seine Schulausbildung an mehreren Privatschulen in Bogotá begonnen hatte, wie dem Liceo Francés de Bogotá und Gimnasio Campestre, beendete er seine Höhere Bildung am Gimnasio José Joaquín Casas, einer Einrichtung von Jaime Leal González und seiner Familie. Nach dem Abschluss studierte Vargas Lleras an der Georgetown High School in Washington, D.C. und schloss sein Studium an der Fakultät für Rechtswissenschaften der Universidad del Rosario ab, wo er einen akademischen Grad in Rechtswissenschaften erhielt. Weitere Studien erfolgten am Institut Ortega y Gasset der Universität Complutense Madrid in Spanien, wo er Politikwissenschaft und Öffentliche Verwaltung studierte.

### Politische Karriere
Vargas Llera stieg schon früh im Alter von 30 Jahren in die Politik ein, zunächst als Stadtrat in Bojacá, einem kleinen Dorf wenige Kilometer westlich von Bogotá in Cundinamarca, und von 1992 bis 1998 als Stadtrat von Bogotá für die Partido Liberal Colombiano, die er 2002 wieder verließ. Später war er zwölf Jahre und drei Legislaturperioden Kongressabgeordneter (1988–1990; 1992–1994; 1994–1998) sowie während acht Jahren ein enger Verbündeter, zunächst von Álvaro Uribe und zuletzt von Juan Manuel Santos, dem er als „rechte Hand“ diente. Von 1998 bis 2008 war er im Senat, 2003 wurde er zu dessen Präsident gewählt. 
Germán Vargas Lleras hat politische Bewegungen gefördert und geführt, deren Namen Veränderungen versprechen, wie Nuevo Liberalismo (Neuer Liberalismus, 1981) und Cambio Radical (Radikale Veränderung, 2003), sich aber im Rahmen des liberalkonservativen Spektrums bewegen. So blieb er immer ein aktives Mitglied der traditionellen Nomenklatura Kolumbiens.

### Mordanschläge
Vargas Lleras überlebte drei Mordanschläge. Eine Briefbombe explodierte 2002 in seinen Händen, wobei er zwei Finger verlor. Am 10. Oktober 2005 wurde auf ihn mit einer Autobombe ein Anschlag verübt, vermutlich von der Nationalen Befreiungsarmee (ELN), aus dem er unverletzt herauskam. Im selben Jahr kam eine weitere Briefbombe dazu, die aber zuvor abgefangen wurde. 2008 verließ er den Senat, um mit seiner Partido Cambio Radical eine erste Präsidentschaftskandidatur in 2010 vorzubereiten.

### Kandidat Präsidentschaft 2018
2017 schied er aus der Regierung aus, um 2018 als Kandidat bei der Wahl zum Staatspräsidenten anzutreten. Im ersten Wahlgang wurde er abgeschlagen Vierter.